# Бандзуйин Тёбэй
Бандзуйин Тёбэй — один из легендарных лидеров группировки мати-якко — «городских стражей» в период Эдо и первый описанный в японской истории якудза. Своей репутацией он был обязан не делам, а легендам, поэтому многие театральные пьесы восемнадцатого века показывают его героем и достойнейшим человеком. В этих легендах и пьесах его относят к типажу «отокодатэ» — благородных простолюдинов.
Бандзуйин Тёбэй родился в семье ронина на юге Японии. Он проживал в сельской местности, и звали его тогда Итаро. Однажды Итаро, поссорившись со своим другом, толкнул его в реку, и тот утонул. Отец, узнав об этом, велел Итаро тайно бежать в Эдо. Примерно в 1640-е годы он путешествует по Эдо (современный Токио) и поступает на службу к хатамото по имени Сакураи Сёдзаэмон и меняет своё имя на Цунэхай. Затем Цунэхай бросает службу и присоединяется к своему брату, настоятелю храма, и меняет имя на Тёбэй.
Бурно строившийся Эдо давал возможность зарабатывать на существование, а особенно удачливым — разбогатеть. Бандзуйин Тёбэй был из числа тех людей, которые предпочитали зарабатывать не своим умом, а чужой глупостью. Он открыл игорный притон и довольно скоро сколотил состояние. Так Тэбэй сделался первым описанным в японской истории якудза. Как только Тёбэй успел прославиться в Эдо, власти предложили ему заняться наймом рабочих для прокладки дорог в городе и окрестностях и для ремонта каменных стен Эдоского замка. Тёбэй навыков в этом не имел, поэтому снова прибег к помощи карт. Обыгранные им незадачливые картёжники должны были на стройке отрабатывать долги и проценты на них. Такая система принудительного труда до сих пор остаётся частью бизнеса якудза.
Если верить историям и пьесам театра кабуки, посвящённым его жизни, потом Тёбэй становится главой банды мати-якко «Роппо-гуми». Истории полны примеров его добрых поступков: например, он спасает горожанку от нападения, помогает соединиться влюблённым, которые не могут вступить в брак из-за разницы в социальном статусе. В ответ на благодарность людей Тёбэй отвечает: «Мы сделали своим кредо жить по законам благородного духа. Когда над нами нависнет меч — мы должны быть готовы потерять свои жизни. Такова наша судьба. Поэтому прошу вас просто помолиться за упокоение моей души, когда придет мой черёд».
В 1657 году у всех на устах было дерзкое и жестокое убийство Бандзуйина Тёбэя. Его убрали с дороги конкуренты из хатамото-якко с Мидзуно Дзюродзаэмоном, который был главой группировки «Дзинги-гуми». В реальности в истории с убийством Тёбэя не было ничего романтического.
В одной пьесе театра кабуки рассказывается, как однажды Дзюродзаэмон отправил к Тёбэю своего посланника и пригласил его в свою резиденцию вместе выпить в знак примирения. Тёбэй и множество его последователей тут же поняли, что это ловушка. Люди Тёбэя пытались уговорить его не идти, но он отправился в дом Дзюродзаэмона в одиночку.
Дзюродзаэмон, узнав о прибытии Тёбэя, велел проводить его к нему. Как только Тёбэй дошёл до комнаты, соседней с той, где сидел Дзюродзаэмон, на него набросились двое мужчин с обнажёнными мечами и попытались зарубить. Однако Тёбэй искусно отразил все атаки, опрокинул одного и пнул ногой под ребро другого, отчего тот, бездыханный, сполз по стене, а потом Тёбэй спокойно, будто ничего не произошло, предстал перед Дзюродзаэмоном. Дзюродзаэмон просил его извинить за такой невежливый приём и сказал, что лишь хотел испытать храбрость Тёбэя. После обмена обычными любезностями Тёбэй уселся за стол, но прежде чем начать трапезу, Дзюродзаэмон предложил Тёбэю принять ванну, предположив, что он утомлён и обессилен от пешей прогулки. Тёбэй сказал, что с радостью готов воспользоваться любезным предложением господина, но в душе знал, что это уловка, чтобы заставить его раздеться и застать врасплох, когда он отложит меч. Когда он вошёл в ванную комнату, он был уверен в том, что это будет местом его смерти. И тут же Дзюродзаэмон приказал запереть ванную и разжечь огонь под ванной, чтобы сварить Тёбэя заживо. Внутри вода начала кипеть, и Тёбэй в агонии пытался открыть дверь, а людям Дзюродзаэмона было приказано проткнуть перегородку и убить его. И в конечном итоге Тёбэй был сражён смертельным ударом под ребра и умер, как храбрец, от рук трусливых псов. Люди Дзюродзаэмона, узнав, что Тёбэй заранее знал о своей судьбе и приказал своим людям принести в этот же день гроб для его мёртвого тела, были восхищены мужеством Тёбэя. В другой истории Тёбэя убивает сам Дзюродзаэмон, пронзив его сердце своим копьём. Когда Дзюродзаэмон появляется в ванной с копьём в руках, Тёбэй, глядя в глаза Мизуно, спокойно говорит:
«Несомненно, я предлагаю тебе свою жизнь. Я готов её лишиться, иначе я бы не принял твое предложение и не пришёл бы сюда один. Не имеет значения, жить человеку до ста лет, или умереть в младенчестве — такова его судьба, и этого не изменить. Ты — человек, который достоин забрать мою жизнь, ведь ты глава благородных хатамото… Я знал, что здесь меня ждёт смерть, но если бы пошли слухи, что Тёбэй, глава банды мати-якко, трясся бы за свою шкуру, это покрыло бы мое имя несмываемым позором. Так что ты получишь мою жизнь без боя. Я не испытываю страха, так что пронзи копьем моё сердце без всяких раздумий!».
Дзюродзаэмон тут же скис от таких слов и уже не знал, убивать Тёбэя или нет. В итоге он решается и пронзает сердце Тёбэя своим копьём.
Пьеса завершается на том, что Мизуно говорит: «Он был слишком великим человеком, чтобы его убивать». В кульминации другой пьесы благородный Тёбэй изрублен «словно карп на разделочной доске».
Легендарные истории Бандзуйина Тёбэя произвели на нынешних якудза очень сильное впечатление, поэтому японские мафиози относят Тёбэя к числу своих предшественников.